# Sanfords niltava
Sanfords niltava (Eumyias sanfordi synoniem: Cyornis sanfordi) is een zangvogel uit de familie Muscicapidae (vliegenvangers). De vogel werd in 1931 door Erwin Stresemann beschreven als Cyornis sanfordi; de wetenschappelijke naam is een eerbetoon aan L.C. Sanford, een vriend van Stresemann. Het is een endemische vogelsoort op het Indonesische eiland Celebes.

## Kenmerken
De vogel is 14,5 cm lang en nogal onopvallend, dof gekleurd. Deze vliegenvanger is grijsbruin van boven, vooral op de kruin voornamelijk grijs, donkerder rond het oog en oorstreek en een olijfkleurig bruine stuit en staart. De borst is ook bruinachtig grijs, naar de buik toe veel lichter, bleekgrijs.

## Verspreiding en leefgebied
Deze soort is endemisch in het noorden van het eiland Celebes; er zijn vier locaties bekend in de berggebieden van het schiereiland Minahasa. Het is een vogel van montaan tropisch bos en nevelwoud boven de 1400 m boven zeeniveau.

## Status
Sanfords niltava heeft een beperkt verspreidingsgebied en daardoor is de kans op uitsterven aanwezig. De grootte van de populatie werd in 2016 door BirdLife International geschat op 6 tot 15 duizend volwassen individuen en de populatie-aantallen nemen af. Het leefgebied wordt aangetast door ontbossing, waarbij natuurlijk bos wordt omgezet in gebied voor agrarisch gebruik en menselijke bewoning, onder andere door transmigrasi. Tot 2021 stond de vogel daarom als bedreigd op de rode lijst van de IUCN.
In 2021 besloot BirdLife International  dat de populatie uit minstens tienduizend individuen bestaat en dat de leefgebieden in onherbergzaam bergland minder worden bedreigd. Om al deze redenen staat deze soort sinds 2021 als niet bedreigd op de Rode Lijst van de IUCN.